# Jumushkuri (Ganajleba)
Jumushkuri (en georgiano: ხუმუშქური) o Nardzin (en abjasio: Нарӡын, romanizado: Nardzyn) es una aldea que pertenece a la parcialmente reconocida República de Abjasia, parte del distrito de Gulripshi, aunque de iure pertenece al municipio de Gulripshi de la República Autónoma de Abjasia de Georgia.

## Geografía
Jumushkuri se encuentra en las estribaciones montañosas de Abjasia. La aldea está a 25 km de Gulripshi y se administra desde el pueblo de Vladímirovka.

## Demografía
La evolución demográfica de Jumushkuri entre 1959 y 1989 fue la siguiente:
| 44                                                  | 69 |
| (Fuente: Population of Abkhazia since Soviet times) |    |

Antes de la guerra de Abjasia, la mayoría de la población local eran georgianos.